# Pioneer Investments
Pioneer Investments – istniejąca od 1928 r. wspólna marka dla spółek z grupy Pioneer Global Asset Management S.p.A. Pioneer Investments jest globalną firmą inwestycyjną (typu asset management) posiadającą swoje biura w 28 krajach, w których zatrudnia ponad 2000 pracowników. Zarządza aktywami o wartości 223,6 mld euro (dane na koniec grudnia 2015 r.). Pioneer Global Asset Management S.p.A jest podmiotem w całości zależnym od UniCredit S.p.A.

## Działalność w Polsce
Od 1992 do 2018 marka była obecna w Polsce jako Pioneer Pekao Investments, zarządzana we współpracy z Bankiem Pekao S.A. poprzez następujące podmioty:
- Pioneer Pekao TFI S.A. – towarzystwo funduszy inwestycyjnych – spółka prowadząca fundusze inwestycyjne w Polsce, od 2018 pod nazwą Pekao TFI S.A.,
- Pioneer Pekao Investment Management S.A. – spółka zarządzająca portfelami funduszy i portfelami klientów indywidualnych lub korporacyjnych, od 2018 pod nazwą Pekao Investment Management S.A.[2]

Bank pełnił rolę depozytariusza funduszy oraz głównego dystrybutora.

### Historia
Pioneer Investments (który powstał z połączenia europejskich struktur bostońskiej firmy The Pioneer Group oraz EuroPlus, części firmy asset management należącej do UniCredito Italiano) oraz Bank Pekao SA utworzyły wspólnie firmę zarządzającą aktywami – Pioneer Pekao Investment Management S.A. (PPIM). Wynikło to ze sfinalizowania transakcji zakupu The Pioneer Group przez UniCredito Italiano (drugiej co do wielkości włoskiej grupy bankowo-finansowej), która w Polsce jest dominującym udziałowcem Banku Pekao SA Do PPIM została również włączona część Centralnego Domu Maklerskiego Pekao S.A. – Departament Zarządzania Aktywami.
Decyzją właścicieli do PPIM zostały wniesione akcje dwóch towarzystw: Pioneer Pierwszego Polskiego Towarzystwa Funduszy Inwestycyjnych S.A. oraz Pekao/Alliance Towarzystwa Funduszy Inwestycyjnych S.A., które w kolejnym etapie zmian organizacyjnych zostały połączone. Podmiot gospodarczy nosił nazwę Pioneer Pekao Towarzystwo Funduszy Inwestycyjnych S.A. i jest w 100% własnością PPIM.
Od 2001 Pioneer Pekao Investment Management zarządzał aktywami funduszy Pioneera. 1 kwietnia 2001 przejął również z Centralnego Domu Maklerskiego Pekao S.A. portfele klientów indywidualnych oraz portfel wierzycielskich papierów wartościowych Banku Pekao SA. Od maja 2001 zarządza aktywami Eurofunduszy (obecnie Pioneer) – funduszy inwestycyjnych należących do Pekao Towarzystwa Funduszy Inwestycyjnych (obecnie Pekao TFI).
W 2017 Bank Pekao S.A. zakupił pakiet 51% akcji PPIM czym zakończył współpracę z parterami zagraniczymi w tym obszarze. W lutym 2018 cząstka Pionieer zniknęła z nazw spółek.